# Africada dental não-sibilante surda
A africada dental não-sibilante surda é um fonema africado usado em poucas línguas.
Os símbolos do Alfabeto Fonético Internacional que representam esse som são ⟨t͡θ⟩, ⟨t͜θ⟩, ⟨t̪͡θ⟩ e ⟨t̟͡θ⟩.

## Características
- Sua forma de articulação é africada, o que significa que é produzida primeiro interrompendo totalmente o fluxo de ar, depois permitindo o fluxo de ar através de um canal restrito no local de articulação, causando turbulência.
- Seu local de articulação é dentário, o que significa que é articulado com a ponta ou a lâmina da língua nos dentes superiores, denominados respectivamente apical e laminal.
- Observe que a maioria dos batentes e líquidos descritos como dentais são, na verdade, denti-alveolares.
- Sua fonação é surda, o que significa que é produzida sem vibrações das cordas vocais. Em alguns idiomas, as cordas vocais estão ativamente separadas, por isso é sempre sem voz; em outras, as cordas são frouxas, de modo que pode assumir a abertura de sons adjacentes.
- É uma consoante oral, o que significa que o ar só pode escapar pela boca.
- É uma consoante central, o que significa que é produzida direcionando o fluxo de ar ao longo do centro da língua, em vez de para os lados.
- O mecanismo da corrente de ar é pulmonar, o que significa que é articulado empurrando o ar apenas com os pulmões e o diafragma, como na maioria dos sons.

## Ocorrência
| Língua    | Língua             | Palavra    | IPA      | Significado    | Notas                                                                                |
| --------- | ------------------ | ---------- | -------- | -------------- | ------------------------------------------------------------------------------------ |
| Birmanês  | Birmanês           | သုံး / th em: | [t̪͡θóʊ̯̃]   | 'três'         | Realização comum de /θ/ .                                                            |
| Chipewyan | Chipewyan          | ddhéth     | [t̪͡θɛ́θ]   | 'ocultar'      | Contrasta africadas não aspiradas, aspiradas e ejetivas.                             |
| Inglês    | Dublin             | think      | [t̪͡θɪŋk]  | 'pensar'       | Corresponde a [θ] em outros dialetos; pode ser [t̪] vez disso.                        |
| Inglês    | Maori              | think      | [t̪͡θɪŋk]  | 'pensar'       | Possível realização de /θ/ . Ver fonologia do inglês da Nova Zelândia                |
| Inglês    | Nova York          | think      | [t̪͡θɪŋk]  | 'pensar'       | Corresponde a [θ] em outros dialetos, pode ser uma parada [t̪] ou uma fricativa [θ] . |
| Inglês    | Pronúncia Recebida | tenth      | [tɛnt̪θ]  | 'décimo'       | O [n] pode se tornar dentalizado [n̪].                                                |
| Mandarim  | Yinan              | 攥         | [t̪͡θɑ̃˥]   | 'firmeza'      |                                                                                      |
| Slavey    | Slavey Padrão      | ení ddh ê  | [ɛ̀nít̪͡θɛ̃̀] | 'nós queremos' | Corresponde a /p/ ou /kʷ/ em outras variedades de Slave.                             |